# Chondropyga dorsalis
Chondropyga dorsalis es una especie de escarabajo de Australia conocido como escarabajo del vaquero[cita requerida].

## Descripción
Alcanza los 20-25 mm de largo, siendo las hembras en general un poco más grandes que los machos. Presenta una coloración amarillo-marrón y durante el vuelo produce un fuerte zumbido semejante al de una avispa grande. También emite el zumbido cuando se siente amenazado.

## Distribución y hábitat
Su áreas de distribución comprende el sureste de Australia, en Victoria, Nueva Gales del Sur y parte de Queensland. Los adultos se alimentan de néctar mientras que las larvas viven en la madera en putrefacción. Se encuentran en bosques esclerófilos y jardines.

## Ciclo vital
La hembra deposita los huevos en lugares húmedos o alrededor de troncos en descomposición. Una vez eclosionadas, las larvas se alimentan de la madera hasta que se encuentran listas para pupar. Construyen las pupas a base de lodo y materia en descomposición; los individuos adultos emergen en verano.[cita requerida]